# Marsch
Marsch (pl., marschen) désigne des marais asséchés et protégés par des digues. Les marschen couvrent environ 8 000 km2 à proximité et sur le littoral allemand de la mer du Nord. 
Ils sont de deux sortes : maritimes (Seemarschen) ou le long des grands fleuves (Flussmarschen) : Ems, Weser, Elbe. Constitués de fines alluvions riches en matières organiques, les marschen sont des terroirs agricoles fertiles, largement supérieurs aux terres de la Geest, situées en arrière. Il s’agit de régions agricoles riches où la lutte contre la mer est permanente. Les seemarschen sont le domaine de propriétés moyennes où se pratiquent une agriculture intensive (avoine, orge, betteraves, herbe) et un élevage bovin de grande qualité. En revanche, les flussmarschen se sont orientées, aux abords des grandes villes, vers les cultures légumières et fruitières.